# Champsosaurus gigas
Champsosaurus gigas is een uitgestorven op een krokodil lijkend reptiel behorend tot het geslacht Champsosaurus uit de orde Choristodera.
Champsosaurus gigas was de grootste soort behorend tot het geslacht Champsosaurus. Ongeveer 58 miljoen jaar geleden, in het tijdvak Paleoceen, leefde Champsosaurus gigas in de moerassen van North Dakota (Verenigde Staten). Dit reptiel concurreerde om voedsel met de krokodillen Leidyosuchus en Wannaganosuchus. Ook leefden er in het gebied verschillende schildpadden als Palaeotrionyx en Baena, slangen als Boavus en de vis Diplomystus.

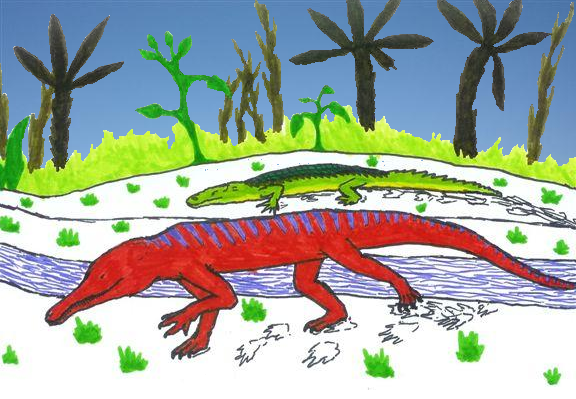
Champsosaurus gigas en op de achtergrond de krokodil Leidyosuchus.
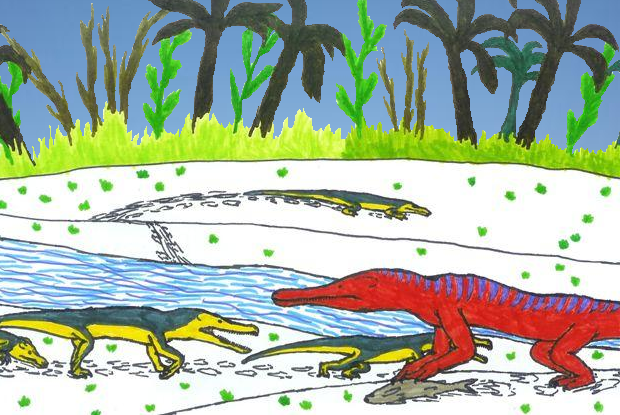
Champsosaurus gigas en op de achtergrond de verwante choristodere Simoedosaurus.